# شایوز (آرکانزاس)
شایوز (به انگلیسی: Shives) یک منطقهٔ مسکونی در ایالات متحده آمریکا است که در آرکانزاس واقع شده‌است. شایوز ۳۶٫۸۸ متر بالاتر از سطح دریا قرار دارد.